# BMW・E36
BMW・E36は、ドイツの自動車メーカーであるBMWが開発した中型乗用車「3シリーズ」のうち、1990年から2000年にかけて製造・販売されていた3代目モデルを指すコードネームである。

## 概要
居住性と対衝突安全性改善のため、ボディサイズが拡大した。伝統的な丸型4灯ヘッドライトは異形4灯となり、4ドアモデルでのプレスドア採用等、空力特性が改善した。エンジンは6気筒系の全モデルでDOHC化が行われた。サスペンションは、フロントは伝統の ストラット式サスペンションでリアは従来の後輪用セミトレーリングアーム式から変更され、Z1から受け継いだセントラルアーム（=マルチリンク式サスペンション）式サスペンションとなった。8年に渡って生産され、途中エンジンの世代交代などさまざまなモデルチェンジが行われたため、バリエーションの多いモデルである。第3世代3シリーズ（E36）は第2世代3シリーズ（E30）に引き続き世界的なベストセラーモデルとなった。日本でも消費税導入に伴う物品税の廃止（物品税18.5%→消費税3%）、1990年代に入ってからもしばらく続いたバブル景気の余波、史上空前の円高を背景に販売台数を伸ばした。
1990年9月
まず316i、318i、320i、325iの4ドアセダンが登場。
1992年3月
従来の2ドアセダンの後継2ドアクーペを追加。この2ドアクーペは、一見セダンとそっくりの外観だが、実はほとんどの外装部品が専用設計となっていた。
1993年4月
2ドアカブリオレを追加。
1994年3月
ボディの大型化と車両価格上昇により、廉価モデルの必要性が高まり、3ドアハッチバックの小型モデル、3シリーズ・コンパクトが生まれた。
E36/5はコンパクトのモデルコードである。その他同年には325iのエンジンがM50B25からM52B28へと変更されモデル名も328iとなる。この328iにはオートエアコンやヒーテッドドアミラーが標準装備された。
1995年1月
ツーリングモデル（ステーションワゴン）を追加。同年11月にバンパーグリルのデザイン変更
1996年11月
マイナーチェンジ。97年モデルより車体カラーに合わせたカラードバンパーを採用、サイドステップ、リアスカートのカラーも変更。バンパーグリル、キドニーグリルのデザインを小変更。ハイマウントブレーキランプとASC+Tを全車標準装備。
なお、このE36型（セダンのみ）までが日本での「5ナンバー」サイズに適合するボディサイズであった。（エンジンが2,000ccを超えるモデルや専用ボディを持つクーペとカブリオレは3ナンバー登録）。アルピナの手が入っていないツーリングとディーゼルエンジン搭載モデルは一切正規輸入がなかった。また日本に正規輸入されたマニュアルトランスミッション搭載モデルは、318is Coupe（左ハンドル）と自動車教習所向けの318i（右ハンドル）のみ。
| 4気筒系                                          | 4気筒系                                                         | 4気筒系       | 4気筒系 | 4気筒系        | 4気筒系                        |
| グレード                                         | 製造年                                                          | エンジン      | 排気量  | 最高出力       | 備考                           |
| ------------------------------------------------ | --------------------------------------------------------------- | ------------- | ------- | -------------- | ------------------------------ |
| 316i 316i クーペ                                 | 1990年 - 1998年 1992年 - 1999年                                 | 直列4気筒SOHC | 1,596cc | 102馬力（DIN） |                                |
| 318i 318i ツーリング                             | 1990年 - 1998年 1995年 - 1999年                                 | 直列4気筒SOHC | 1,796cc | 113馬力（DIN） |                                |
| 318is クーペ 318i カブリオレ                     | 1992年 - 1995年 1993年 - 1995年                                 | 直列4気筒DOHC | 1,796cc | 140馬力（DIN） |                                |
| 318is クーペ 318i カブリオレ                     | 1996年 - 1999年 1996年 - 1999年                                 | 直列4気筒DOHC | 1,895cc | 140馬力（DIN） | 排気量アップによりトルクが向上 |
| 6気筒系                                          |                                                                 |               |         |                |                                |
| 320i 320i クーペ 320i ツーリング 320i カブリオレ | 1990年 - 1998年 1992年 - 1999年 1995年 - 1999年 1993年 - 1999年 | 直列6気筒DOHC | 1,991cc | 150馬力（DIN） |                                |
| 325i 325i クーペ 325i ツーリング 325i カブリオレ | 1990年 - 1994年 1992年 - 1995年 1995年 - 1995年 1993年 - 1995年 | 直列6気筒DOHC | 2,493cc | 192馬力（DIN） |                                |
| 323i 323i クーペ 323i ツーリング                 | 1994年 - 1998年 1996年 - 1999年 1996年 - 1999年                 | 直列6気筒DOHC | 2,494cc | 170馬力（DIN） |                                |
| 328i 328i クーペ 328i ツーリング 328i カブリオレ | 1994年 - 1998年 1996年 - 1999年                                 | 直列6気筒DOHC | 2,793cc | 193馬力（DIN） |                                |
| ディーゼル搭載車                                 |                                                                 |               |         |                |                                |
| 318tds 318tds ツーリング                         | 1994年 - 1998年 1995年 - 1999年                                 | 直列4気筒SOHC | 1,665cc | 90馬力（DIN）  | ターボディーゼルエンジンモデル |
| 325td                                            | 1991年 - 1998年                                                 | 直列6気筒SOHC | 2,498cc | 115馬力（DIN） | ターボディーゼルエンジンモデル |
| 325tds 325tds ツーリング                         | 1993年 - 1998年 1995年 - 1999年                                 | 直列6気筒SOHC | 2,498cc | 143馬力（DIN） | ターボディーゼルエンジンモデル |

### E36コンパクト
3シリーズのボディ大型化と車両価格上昇に伴って、よりコンパクトでリーズナブルな価格の車種が必要となり生まれたモデル。VWゴルフと同じクラスとなるCセグメントを意識した3ドアハッチバック。モデルコードはE36/5。搭載エンジンは4種。日本市場では装備を追加した“プラス”モデルが存在する。
ボディデザインはE36型のリア部分をカットした意匠が施されており、外観に関して（リアのトランク部分はカットされているのでCピラーまで）E36型そっくりであるが、実際にはコストの関係で先代E30型のシャシーにE36型と同じデザインの外装をかぶせた車両であり、リアサスペンションもE30型に用いられたセミトレーリングアーム式を流用している。
3シリーズ・コンパクトの分類はCセグメントに位置する（3シリーズ・セダンは1ランク上のDセグメントに位置する）。このクラスで後輪駆動（FR）車は数少ない。車型は3ドアハッチバックのみ。完全な2ボックス型ではなく、小さなトランクリッドのあるセミノッチバック（ノッチドハッチバック）である。
1994年3月
316ti、318ti、318tdsが登場。
なお、"ti"と称されるのは日産・スカイラインの一部モデルに存在した、"Tiシリーズ"と同じく「Touring international」の略であるとされる。
1995年11月
96年モデルよりバンパーグリルのデザイン変更。
1996年11月
マイナーチェンジ。1997年モデルより車体カラーに合わせたカラードバンパーを採用、サイドステップ、リアスカートのカラーも変更。バンパーグリルのデザイン、キドニーグリルのデザインを小変更。323tiを追加。
| グレード          | 製造年          | エンジン      | 排気量  | 最高出力       | 備考                               |
| ----------------- | --------------- | ------------- | ------- | -------------- | ---------------------------------- |
| 316ti コンパクト  | 1994年 - 1999年 | 直列4気筒SOHC | 1,596cc | 102馬力（DIN） | 316i（E36）に搭載されたM43B16搭載  |
| 316ti コンパクト  | 1999年 - 2000年 | 直列4気筒SOHC | 1,895cc | 105馬力（DIN） | 316i（E46）に搭載されたM43B19搭載  |
| 318ti コンパクト  | 1994年 - 1996年 | 直列4気筒DOHC | 1,796cc | 140馬力（DIN） | 318is（E36）に搭載されたM42B18搭載 |
| 318ti コンパクト  | 1996年 - 2000年 | 直列4気筒DOHC | 1,895cc | 140馬力（DIN） | 318is（E36）に搭載されたM44B19搭載 |
| 323ti コンパクト  | 1996年 - 2000年 | 直列6気筒DOHC | 2,494cc | 170馬力（DIN） | 323i（E36）に搭載されたM52B25搭載  |
| 318tds コンパクト | 1994年 - 2000年 | 直列4気筒SOHC | 1,665cc | 90馬力（DIN）  | ターボディーゼルM41D17搭載         |